# Cardiff (Nouvelle-Zélande)
Pour les articles homonymes, voir Cardiff (homonymie).
Cardiff est une localité à l’intérieur de la région de Taranaki, dans l’ouest de l‘Île du Nord de la Nouvelle-Zélande.

## Situation
Elle est localisée à 5 km au sud-ouest de la ville de Stratford, tout près du parc national d'Egmont.

## Galerie

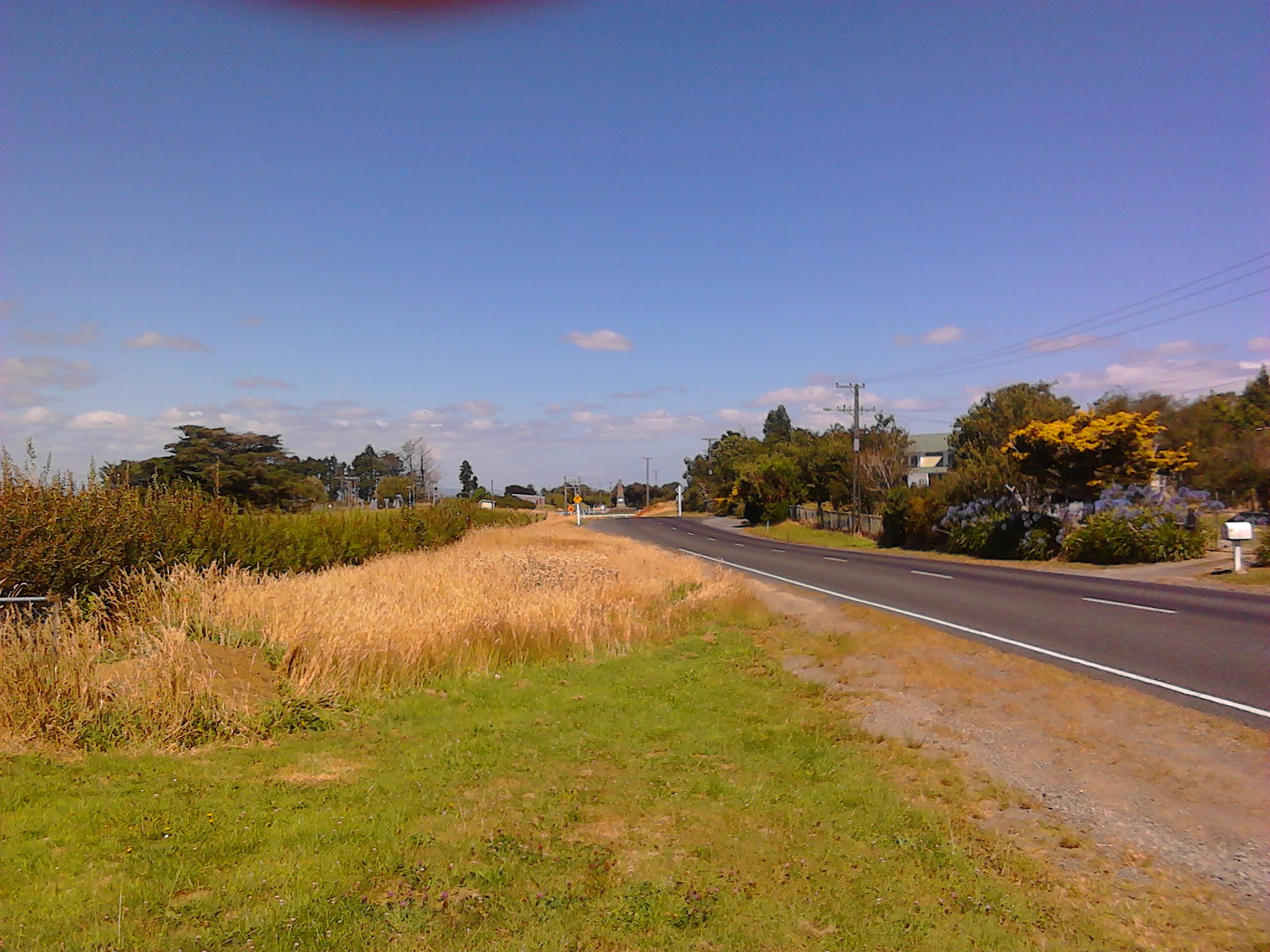
La ville de Cardiff, en regardant vers le sud
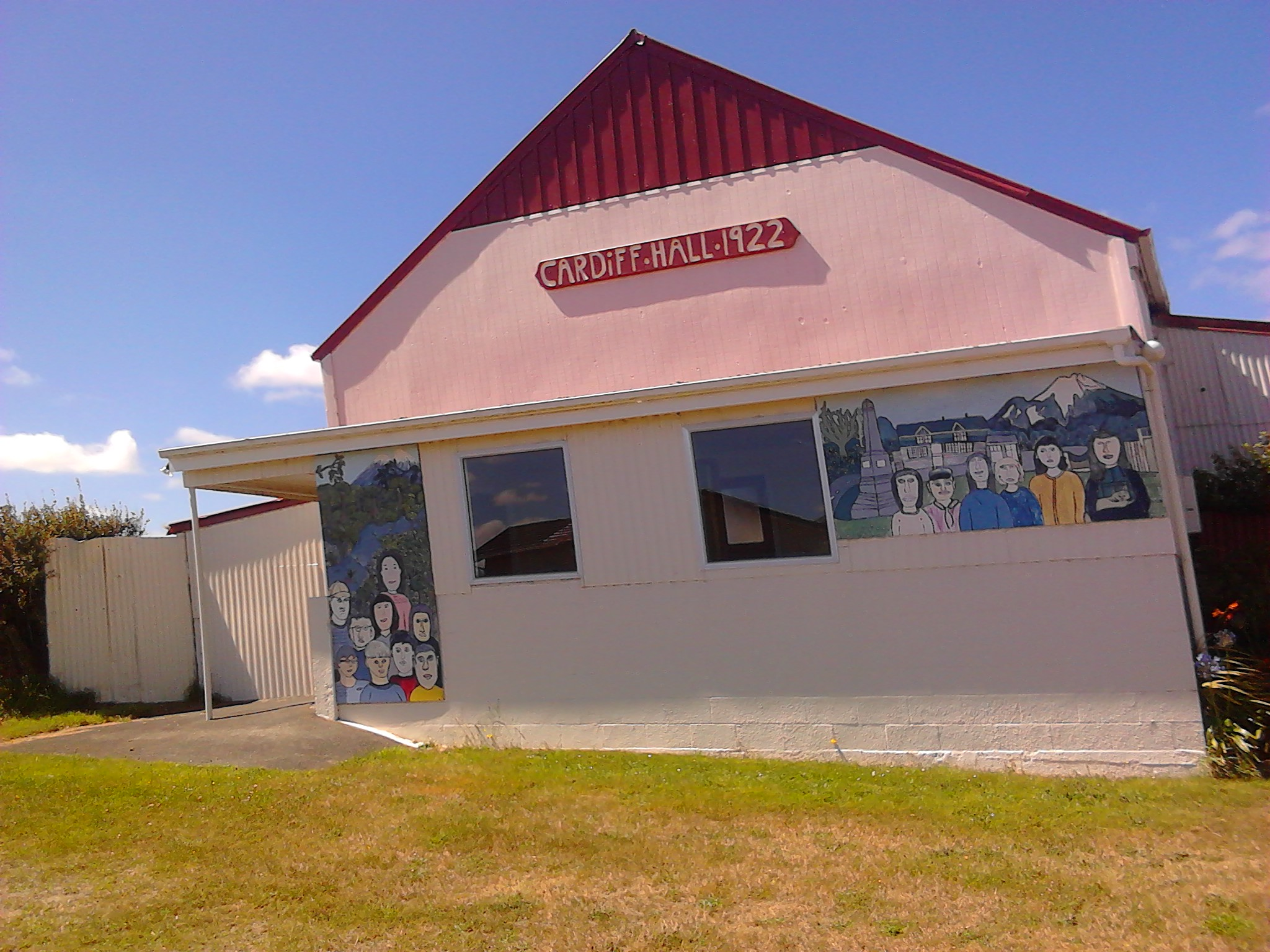
Le hall de Cardiff
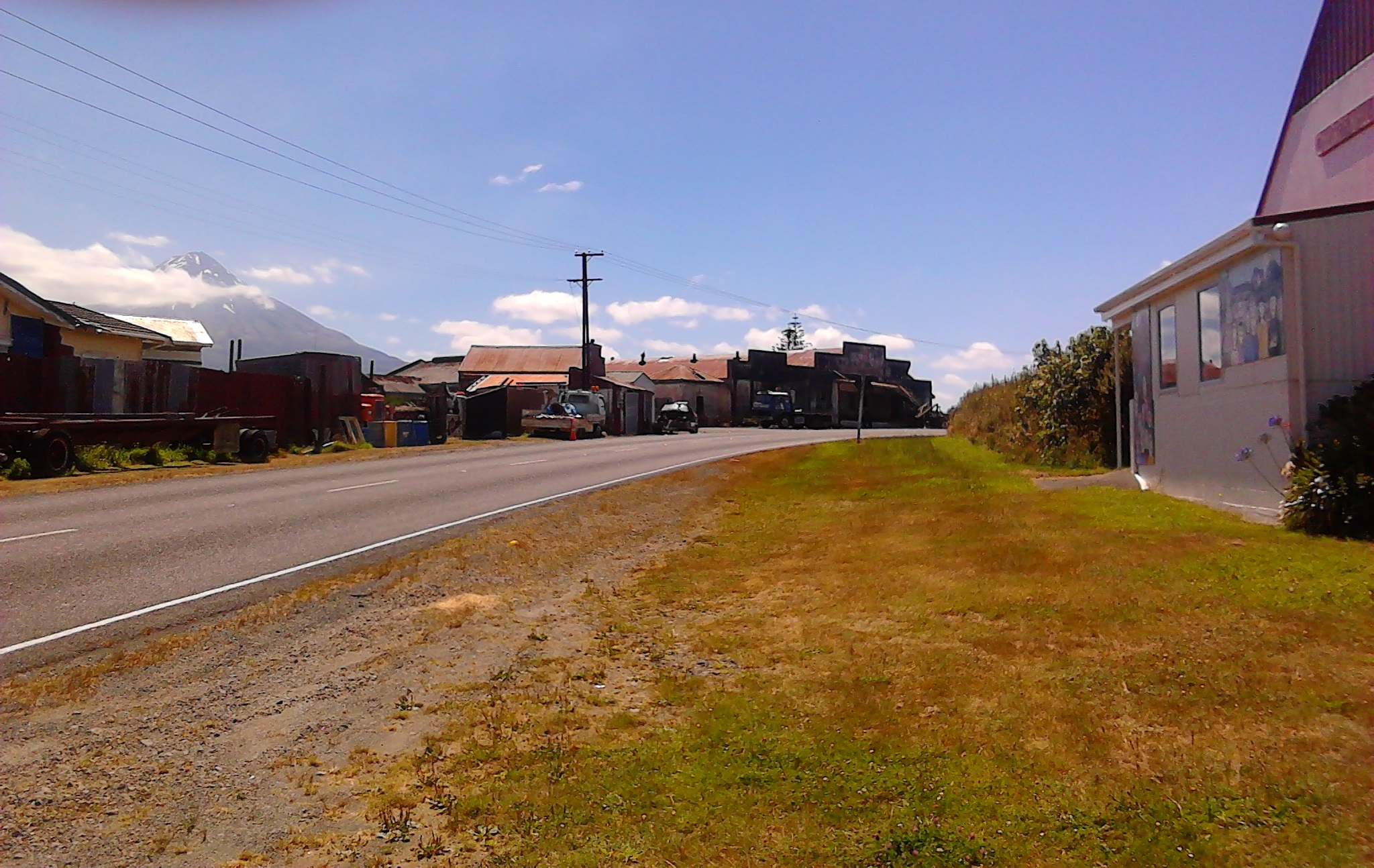
Cardiff, en regardant vers le nord

## Autres lectures

### Ouvrage historique général
- Owen Mander, Cardiff School and district centennial, 1886-1986, Stratford, N.Z., The School ; Stratford Press Print, 1986

### Histoire du commerce
- Claude A. Marchant, Cardiff Co-operative Dairy Factory Company Limited diamond jubilee, 1891 - 1951, New Plymouth, N.Z., Taranaki Daily News, 1951

- Rapports fr la Cardiff Dairy Company Ltd (de 1891 à 1965 i.e. son histoire entière ) sont donnés dans « Puke Ariki » [archive du 20 juin 2008] dans New Plymouth. Cardiff était un des constituants de la coopérative laitière (les autres étant Eltham, Stratford, et Normanby), qui se sont combinés pour former la Taranaki Co-operative Dairy Co. Ltd. en 1965. Voir « Cardiff Dairy Company (A392) » / « Cardiff Co-operative Dairy Company (ARC2001-190) » [archive] (consulté le 7 février 2008)

### Personnalités
- les plans architecturaux de la maison du résident de Cardiff nommé,Fred Frethey (et datant de 1910) ,sont détenus dans « Puke Ariki » [archive du 20 juin 2008] dans New Plymouth Voir « Frethey Residence Cardiff (ARC2003-709) » [archive du 14 octobre 2008] (consulté le 7 février 2008).
- Une ressource de l’histoire orale relatant le Diana Humphries (qui autrefois enseigna au niveau de Cardiff School) est détenu dans « Puke Ariki » [archive du 20juin 2008] dans New Plymouth.

Voir « Humphries, Diana (ARC2003-1152) » [archive du 14 octobre 2008] (consulté le 7 février 2008).
- l' ancien maire du District Stratford , David Walter (en), a conduit un certain nombre d’interviews sur des histoires orales avec des personnes venant d’une zone très large géographiquement. Ceux-ci sont préservés dans des fichiers mp3 sur 12 CDs détenus dans « Puke Ariki » [archive du 20 juin 2008] dans New Plymouth. Le sixième CD de la collection contient un enregistrement de Henry Johnson parlant à propos de sa vie et de son temps en Angleterre et en particulier à Cardiff.

Voir « David Walter Interviews Disk 6 (ARC2003-809) » [archive du 14 octobre 2008] (consulté le 7 février 2008)

### Écoles
- Owen Mander, Cardiff School and district centennial, 1886-1986, Stratford, N.Z., The School ; Stratford Press Print, 1986

- New Zealand Gazetteer